# تا زمانی که بخواب رود
«تا زمانی که به خواب رود» (به انگلیسی: Until It Sleeps) یک ترانه آمریکایی هوی متال از گروه متالیکا در سال ۱۹۹۶ و آلبوم لود می‌باشد. این اولین آهنگ این گروه می‌باشد که در شماره یک آهنگ‌های راک مجله آمریکایی بیلبورد قرار گرفت و همچنین به عنوان اولین و تنها آهنگ باند تا انتشار آهنربای مرگ بود که توانست به ده تای اول از ۱۰۰ آهنگ داغ بیلبورد راه بیابد که در اوج آن به شماره ۱ راه یافت.

## نسخه‌ها
آهنگ با همراهی ارکسترا در آلبوم اس اند ام ارایه شد.
نسخه اولیه نمایشی آهنگ "F. O. B. D" (ضبط شده در ۸ دسامبر ۱۹۹۵) نام داشت، چرا که یادآور آهنگ "افتادن به زیر روزهای سیاه (Fell on Black Days)" که " گروه ساند گاردن بود که در قسمتی از آن می‌خواند آن مدتها شما… این لکه‌ها شما…" خودداری کنند که در همان تم ۶/۴ است.

## ترکیب
شعر این آهنگ توسط هتفیلد نوشته شده‌است که در آن مادر خود را که در نبرد با سرطان به‌سر می‌برد مورد خطاب قرار می‌دهد. می‌توان آن را مرهمی برای درد روانی خود او به خاطر از دست دادن یا درد فیزیکی مادرش به هنگامی بیماری در نظر گرفت. هر دو والدین او کریسشن ساینس بودند و به پزشکی باور نداشتند. شعر نیز به عنوان تفسیر در برخورد با خشم تفسیر شده‌است. پدر هتفیلد، ویرجیل، در اواخر ۱۹۹۶ به هنگام تور لود متالیکا در گذشت.

## جوایز
ویدئو این آهنگ برنده جایزه موسیقی ام تی‌وی برای بهترین ویدیوی راک در سال ۱۹۹۶ شد.
در سال ۱۹۹۶ این آهنگ متال ادج برای انتخاب خوانندگان جایزه بهترین آهنگ سال شد.